# 王永忠 (1955年)
王永忠（1955年3月—），男，宁夏彭阳人，中华人民共和国政治人物。

## 生平
1974年7月，在宁夏固原县委宣传部工作。1979年2月加入中国共产党。1982年7月，历任固原县团委书记，彭阳县委副书记。1996年12月，担任宁夏回族自治区农建委副主任。2000年，担任宁夏回族自治区旅游局党组副书记、局长。2004年，担任中卫市工委副书记。2004年，担任中共中卫市委副书记兼市委宣传部部长。2006年3月，担任宁夏回族自治区人大常委会农业与农村工作委员会主任。2007年，升任宁夏回族自治区农垦事业管理局党委书记、局长、宁夏农垦集团有限公司党委书记、董事长。2017年3月，退休。同年8月27日接受组织审查。2018年1月，宁夏回族自治区纪委对王永忠严重违纪问题进行了立案审查，开除党籍。